# Hints (spel)
Hints is een spel waarbij niet gesproken mag worden. Hierbij moet iemand aan de rest van zijn of haar team duidelijk maken welk woord of welke woordencombinatie hij of zij uitbeeldt, zonder erbij te spreken. Om het spel enigszins werkbaar te houden zijn er inmiddels algemene gebaren ontstaan om het begrip uit te beelden. Zo kan de uitbeelder eerst met het aangeven van de categorie (televisie, toneel, muziek, sport enz.) beginnen, vervolgens het aantal woorden door evenzoveel vingers in de lucht te steken. Indien de uit te beelden opdracht uit meerdere woorden bestaat, geeft de uitbeelder vervolgens aan met welk woord deze begint om het uit te beelden door het overeenkomend aantal vingers in de lucht te steken.
Vervolgens kan de uitbeelder het aantal lettergrepen van het woord aangeven. Dat wordt meestal gedaan door het overeenkomend aantal vingers in de binnenzijde van de gestrekte elleboog te leggen. Zo kan de opdracht in stukken worden gehakt, en wordt het uitbeelden gemakkelijker. Zo kan kikkerbil moeilijk worden uitgebeeld, maar leveren kikker en bil over het algemeen geen problemen op.
Het spelletje stamt uit de Engelstalige wereld, waar het Charades heet. Dat het spel van oorsprong Engelstalig is blijkt uit sommige afgesproken signalen. Zo betekent het aanwijzen van de (zijkant) van de neus dat (een deel van) het woord is geraden. (On the nose is een Engelse uitdrukking voor 'precies').
De naam Hints werd bedacht toen het spel halverwege de jaren tachtig door de KRO op televisie werd gebracht. Het werd gepresenteerd door Frank Kramer en na hem door Anita Witzier. Hints werd gespeeld door twee teams van bekende Nederlanders in competitieverband volgens het knock-outsysteem. Aanvankelijk traden Bob Bouma en Marijke Merckens op als teamcaptains.
Het spel wordt in diverse variaties ook gebruikt in theatersport.
Standaardgebaren in hints zijn onder andere:
| Gebaar                                                                                  | Betekenis                             |
| --------------------------------------------------------------------------------------- | ------------------------------------- |
| trekken aan de oorlel                                                                   | klinkt als                            |
| wijzen naar de persoon                                                                  | persoon heeft het goede woord geraden |
| aantal vingers omhoog houden                                                            | aantal woorden                        |
| aantal vingers op de bovenarm leggen                                                    | aantal lettergrepen in het woord      |
| het aantal vingers opnieuw op de arm en de vinger van de betreffende lettergreep omhoog | de zoveelste lettergreep in het woord |

Categorieën in hints zijn onder andere:
| Gebaar                                        | Betekenis                 |
| --------------------------------------------- | ------------------------- |
| handen openen in boekvorm                     | boek                      |
| aanzwengelen van filmcamera                   | film                      |
| trekken aan kabel om theatergordijn te openen | toneelstuk                |
| rechthoek uitbeelden                          | televisieprogramma        |
| aanhalingstekens in de lucht maken            | citaat of uitdrukking     |
| doen alsof je zingt                           | lied                      |
| handbeweging maken van praten                 | spreekwoorden en gezegden |